# إليانور رايموند
إليانور رايموند (بالإنجليزية: Eleanor Raymond)‏ هي مهندسة معمارية أمريكية، ولدت في 24 مارس 1887 في كامبريدج في الولايات المتحدة، وتوفيت في 4 يوليو 1989 في بوسطن في الولايات المتحدة.